# پسح
پِسَح (به عبری: פֶּסַח‎) (به عربی: عيدُ الفَصْح) هم‌چنین معروف به فطیر، عید آزادی قوم یهود از قید برده‌داری فرعون‌های مصر است. عید پسح با مراسمی پرشکوه و نیایش‌ها و آوازهای مذهبی هم‌راه است و خوراکی‌های ویژه دارد. این عید، یکی از سه عید بزرگ یهودیان به‌شمار می‌آید. این عید در نیمه ماه نیسان در تقویم عبری که در نیمکره شمالی در بهار است، آغاز شده و به مدت یک هفته در سرزمین مقدس یا هشت روز در سایر نقاط جهان ادامه دارد.

## ریشه‌شناسی
معادل انگلیسی کلمه پِسَح در زبان انگلیسی، passover بود که اولین بار در اولین ترجمه انگلیسی کینگ جیمز از نسخه لاتین کتاب مقدس (Bible) بود. برابر این واژه در زبان پارسی، «گذر» و برابر آن در زبان عربی «عبور» است.

## رسوم مراسم شب عید پسح

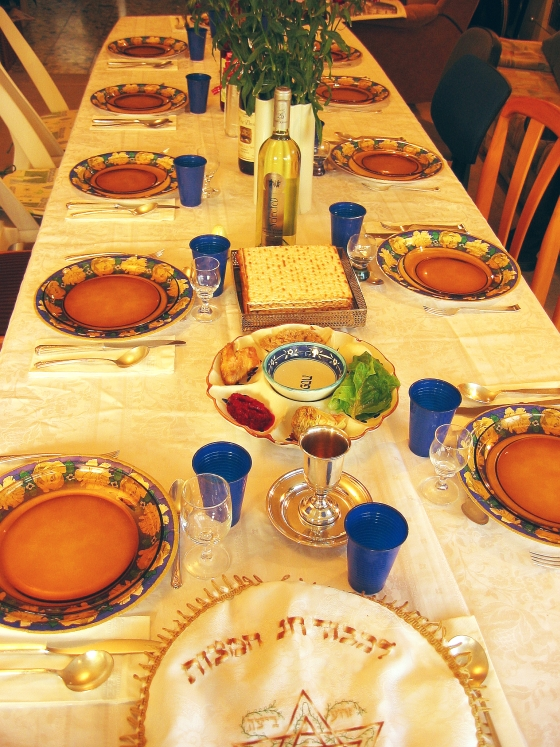
شام شب عید پسح، یکی از نکات برجسته عید پسح است.

در شب عید پسح، تمامی اعضای خانواده به دور سفره غذا می‌نشینند و هر یک از اعضای خانواده، به نوبت بخشی از هگادا (داستان خروج از مصر) را می‌خواند. در جریان مراسم عید، چهار جام شراب کوشر نوشیده می‌شود، ولی کودکان آب انگور می‌نوشند. شام شب عید بسیار مفصل است و تخم مرغ، کاهو و ران مرغ، بخشی از خوراک‌های سنتی شب عید پسح است. پس از صرف شام، اعضای خانواده به خواندن غزل غزل‌های سلیمان و دیگر سروده‌های مذهبی ویژه عید پسح می‌پردازند.

## انتفاضه روز پسح
در تاریخ ۲۷ مارس ۲۰۰۲ و در جشن عید پسح، در شهر نهاریای اسرائیل، یک عملیات انتحاری از سوی گروه شبه‌نظامی حماس انجام گرفت که در طی آن بیش از ۳۰ شهروند به ظاهر غیرنظامی اسرائیلی کشته و بیش از ۱۴۰ نفر دیگر زخمی‌شدند.

## نگارخانه

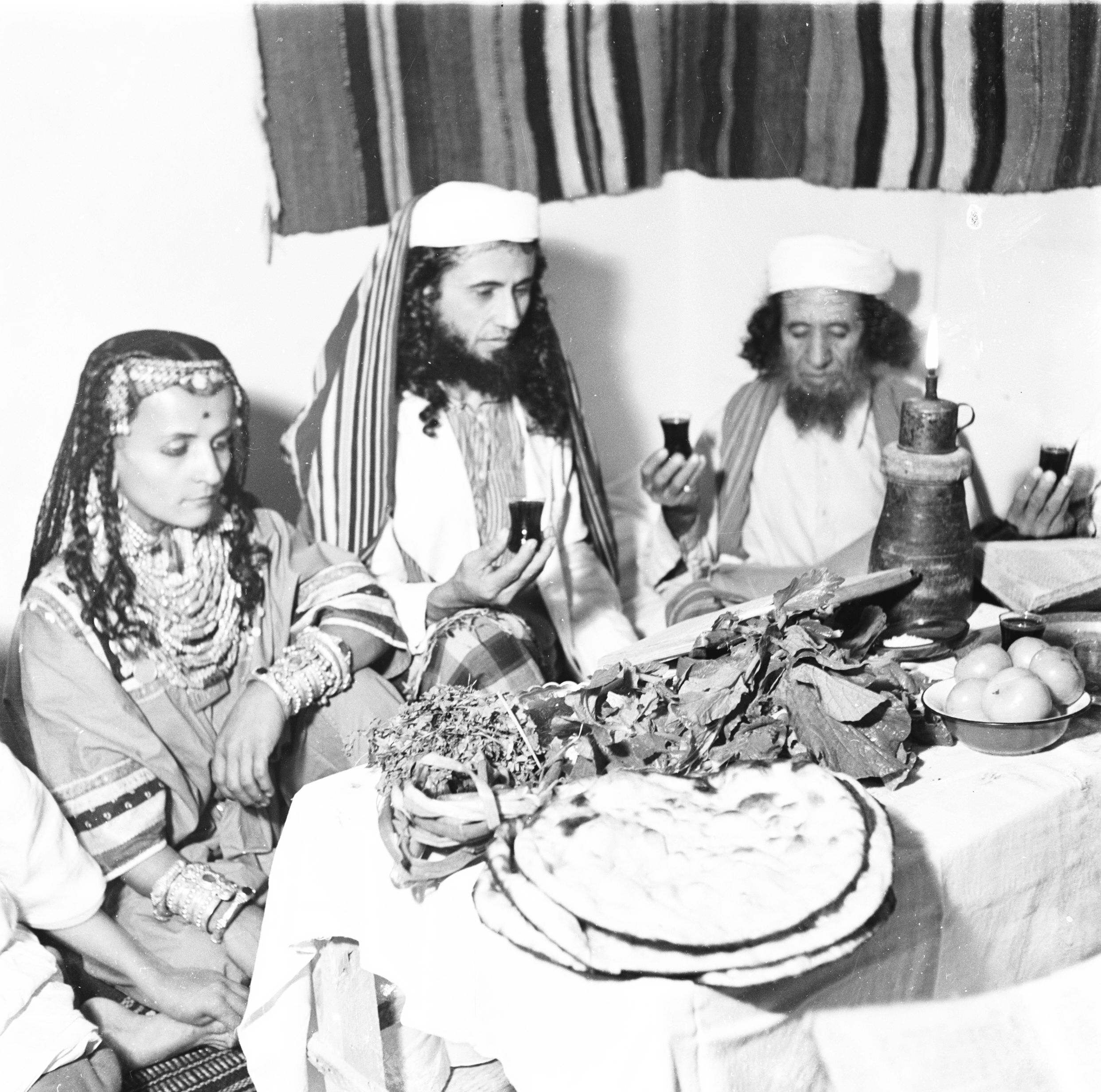
جشن پسح میان یهودی‌های استان حضرموت در سال ۱۹۴۶
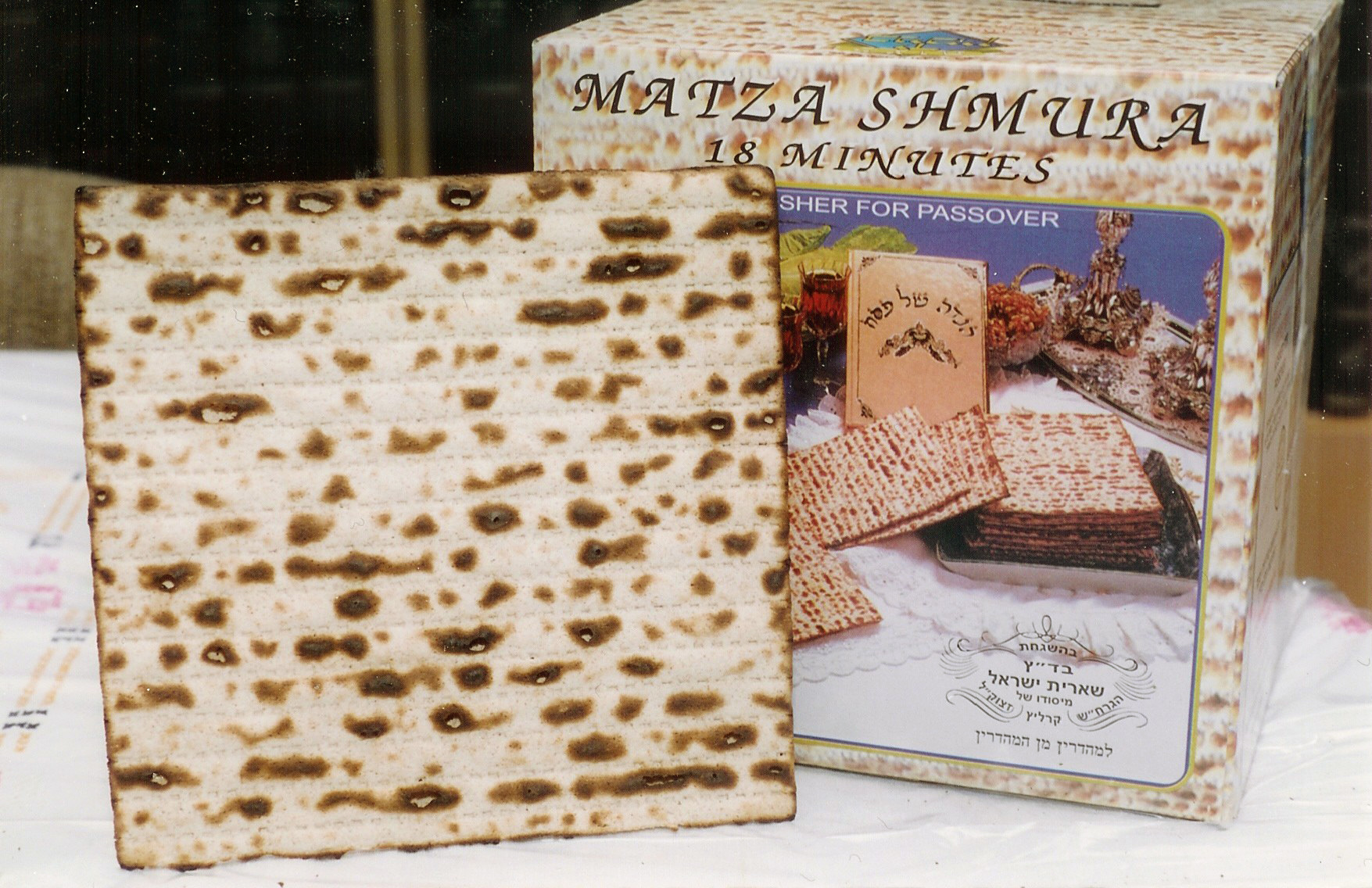
مَتزا شِمورا (Matzah shmura) نان مخصوص جشن پسح